# Kissing a Fool (nummer)
Kissing a Fool is een nummer van zanger George Michael. Het nummer werd uitgebracht als zesde en laatste single van Michaels solo debuutalbum Faith in 1988.
Het nummer is een jazzy ballad met weinig instrumentatie. Kissing a Fool gaat over de onzekerheden die een eventuele partner met de zanger zou hebben vanwege zijn reputatie.
Behalve Michaels stem zijn in het nummer een piano, een contrabas, een jazzgitaar en een drumbeat te horen. Het nummer was de laatste single van Faith en tevens de minst succesvolle.
In 2003 verscheen er een cover van Michael Bublé van dit nummer op zijn album Michael Bublé.

## Hitnotering
| Kissing a Fool in de Nederlandse Top 40 - binnen: 26 november 1988 | Kissing a Fool in de Nederlandse Top 40 - binnen: 26 november 1988 | Kissing a Fool in de Nederlandse Top 40 - binnen: 26 november 1988 | Kissing a Fool in de Nederlandse Top 40 - binnen: 26 november 1988 | Kissing a Fool in de Nederlandse Top 40 - binnen: 26 november 1988 | Kissing a Fool in de Nederlandse Top 40 - binnen: 26 november 1988 | Kissing a Fool in de Nederlandse Top 40 - binnen: 26 november 1988 | Kissing a Fool in de Nederlandse Top 40 - binnen: 26 november 1988 | Kissing a Fool in de Nederlandse Top 40 - binnen: 26 november 1988 |
| Week                                                               | 1                                                                  | 2                                                                  | 3                                                                  | 4                                                                  | 5                                                                  | 6                                                                  | 7                                                                  | 8                                                                  |
| ------------------------------------------------------------------ | ------------------------------------------------------------------ | ------------------------------------------------------------------ | ------------------------------------------------------------------ | ------------------------------------------------------------------ | ------------------------------------------------------------------ | ------------------------------------------------------------------ | ------------------------------------------------------------------ | ------------------------------------------------------------------ |
| Nummer                                                             | 30                                                                 | 21                                                                 | 14                                                                 | 13                                                                 | 15                                                                 | 25                                                                 | 35                                                                 | uit                                                                |

## NPO Radio 2 Top 2000
| Nummer met noteringen in de NPO Radio 2 Top 2000 | '19  | '20  | '21  | '22  | '23  |
| ------------------------------------------------ | ---- | ---- | ---- | ---- | ---- |
| Kissing a Fool                                   | 1971 | 1853 | 1999 | 1964 | 1962 |

1. ↑  Een vetgedrukt getal geeft de hoogste notering aan.
2. ↑  2019 was het eerste jaar met een notering voor dit nummer.
3. ↑  Deze tabel is bijgewerkt tot en met de laatste editie (2024).

## Tracklist

### 7": VK / Epic EMU 7
1. "Kissing a Fool" (4:34)
2. "Kissing a Fool" (Instrumentaal) (4:34)

### 12": VK / Epic EMU T7
1. "Kissing a Fool" (4:34)
2. "Kissing a Fool" (Instrumentaal) (4:34)

### CD: VK / Epic CD EMU 7
1. "Kissing a Fool" (4:34)
2. "Kissing a Fool" (Instrumentaal (4:34)
3. "A Last Request" (I Want Your Sex Part III) (3:48)